# Шотоку (ера)
Шотоку (正徳) је јапанска ера (ненко) која је настала после Хоеи и пре Кјохо ере. Временски је трајала од априла 1711. до јуна 1716. године и припадала је Едо периоду. Владајући монарх био је цар Накамикадо. Ера је именована како би обележила долазак новог цара Накамикада на трон а њено име, Шотоку значи "праведна врлина".

## Важнији догађаји Шотоку ере
- 1711. (Шотоку 1): На двор долази амбасадор из Кореје.[3]
- 12. новембар 1712. (Шотоку 2, четрнаести дан десетог месеца): Умире шогун Токугава Ијенобу.[3]
- 1713. (Шотоку 3): Токугава Ијецугу постаје седми шогун Токугава шогуната.[3]
- 1714. (Шотоку 4): Шогунат уводи нове златне и сребрне кованице на тржиште новца.[3]
- 1714. (Шотоку 4): Умире песник Нозава Бончо.[4]
- 20. април 1715. (Шотоку 5, седамнаести дан трећег месеца): Навршило се 100 година од смрти првог шогуна Токугаве Ијејасуа (постхумно назван Гонген-сама) чија се годишњица пригодно обележава по целом царству.[2]